# Flockton
Flockton – wieś w Anglii, w hrabstwie ceremonialnym West Yorkshire, w dystrykcie metropolitalnym Kirklees. Leży 20 km na południe od miasta Leeds i 257 km na północny zachód od Londynu. W 2008 miejscowość liczyła 1410 mieszkańców.